# Гаврич, Веселин
Веселин Гаврич (серб. Веселин Гаврић; 11 ноября 1918, Прибой — февраль 1942, гора Маевица) — югославский студент и партизан Народно-освободительной войны, Народный герой Югославии.

## Биография
Родился 11 ноября 1918 в Прибое около Лопаре. Учился в школах Прибоя и Биелины. В 1938 году поступил на юридический факультет Белградского студента. С юности интересовался революционным движением, член КПЮ с 1939 года.
После капитуляции Югославии в Апрельской войне ушёл в подполье в Семберии и стал участником антинемецкого движения. В августе 1941 года примкнул к Семберийской партизанской роте и начал проводить диверсии, обрезая линии электропередач, телеграфные и телефонные; перекрывая дороги, нападая на посты охраны и занимаясь другой деятельностью. Под давлением сил противника со своей ротой ушёл в Мачву.
Во время наступления немцев и коллаборационистов на Ужицкую республику Веселин участвовал в ожесточённых боях на горе Видоевице. В ходе боёв погиб почти весь состав роты, в том числе и брат Веселина Бранко. Остатки роты ушли в Босну, через Власеницу и Шековичи выбрались на Маевицу и влились в состав Маевицкого партизанского отряда. Сам Веселин добрался последним до горы, поскольку долго лечился в больнице. В Шековичах он занимался восстановлением разрушенного хозяйства и культурно-просветительской деятельностью.
В феврале 1942 года Веселина Гаврича и группу курьеров арестовали у горы Маевицы четники. Не убедив его перейти на их сторону, они стали пытать Гаврича, а после бесплодных попыток казнили его.
27 ноября 1953 указом Иосипа Броза Тито Веселину Гавричу было посмертно присвоено звание Народного героя Югославии.